# صموئيل دي. بيرشارد
صموئيل دي. بيرشارد هو سياسي أمريكي، ولد في 17 يوليو 1836 في ليدين في الولايات المتحدة، وتوفي في 1 سبتمبر 1901 في Greenwood, Wise County, Texas ‏ في الولايات المتحدة. نشط حزبياً في الحزب الديمقراطي. وقد انتخب عضو مجلس ولاية ويسكونسن ‏ وانتخب عضو مجلس النواب الأمريكي ‏.